# Княжино (Сафоновский район)
Кня́жино — деревня  в  Смоленской области России,  в Сафоновском районе. Население – 16 жителей (2007 год)  .  Расположена в центральной части области в 7 км к северо-западу от города Сафонова, в 3 км севернее автодороги М1 «Беларусь».  В 5,5 км юго-восточнее деревни железнодорожная станция Максимово на линии Москва — Минск.  Входит в состав Вышегорского сельского поселения.  

## История
В годы Великой Отечественной войны деревня была оккупирована гитлеровскими войсками в сентябре 1941 года, освобождена в 1943 году.